# Liste der finnischen Botschafter in Estland
Liste der finnischen Botschafter in Estland.
| Ernennung Akkreditierung | Name                 | Bemerkungen                               | ernannt von             | akkreditiert bei der Regierung | Posten verlassen |
| ------------------------ | -------------------- | ----------------------------------------- | ----------------------- | ------------------------------ | ---------------- |
| 1919                     | Erkki Reijonen       | ab 1920 Geschäftsträger ab 1921 Gesandter | Kaarlo Juho Ståhlberg   | Otto August Strandman          | 1920             |
| 1923                     | Rudolf Holsti        |                                           | Kaarlo Juho Ståhlberg   | Konstantin Päts                | 1927             |
| 1928                     | Aarne Artur Wuorimaa |                                           | Lauri Kristian Relander | Jaan Tõnisson                  | 1933             |
| 1933                     | P. J. Hynninen       | Paavo Juho Hynninen                       | Pehr Evind Svinhufvud   | Jaan Tõnisson                  | 1940             |
| 1991                     | Jaakko Kaurinkoski   |                                           | Mauno Koivisto          | Heinrich Mark                  | 1996             |
| 1996                     | Pekka Oinonen        |                                           | Martti Ahtisaari        | Lennart Meri                   | 2001             |
| 2001                     | Jaakko Blomberg      |                                           | Tarja Halonen           | Arnold Rüütel                  | 2005             |
| 2005                     | Jaakko Kalela        |                                           | Tarja Halonen           | Arnold Rüütel                  | 1. Sep. 2010     |
| 1. Sep. 2010             | Aleksi Härkönen      | [ 1 ]                                     | Tarja Halonen           | Toomas Hendrik Ilves           |                  |